# Litoria olongburensis
Litoria olongburensis är en groddjursart som beskrevs av Liem och Ingram 1977. Litoria olongburensis ingår i släktet Litoria och familjen lövgrodor. IUCN kategoriserar arten globalt som sårbar. Inga underarter finns listade i Catalogue of Life.